# Пальчик Олег Юрійович

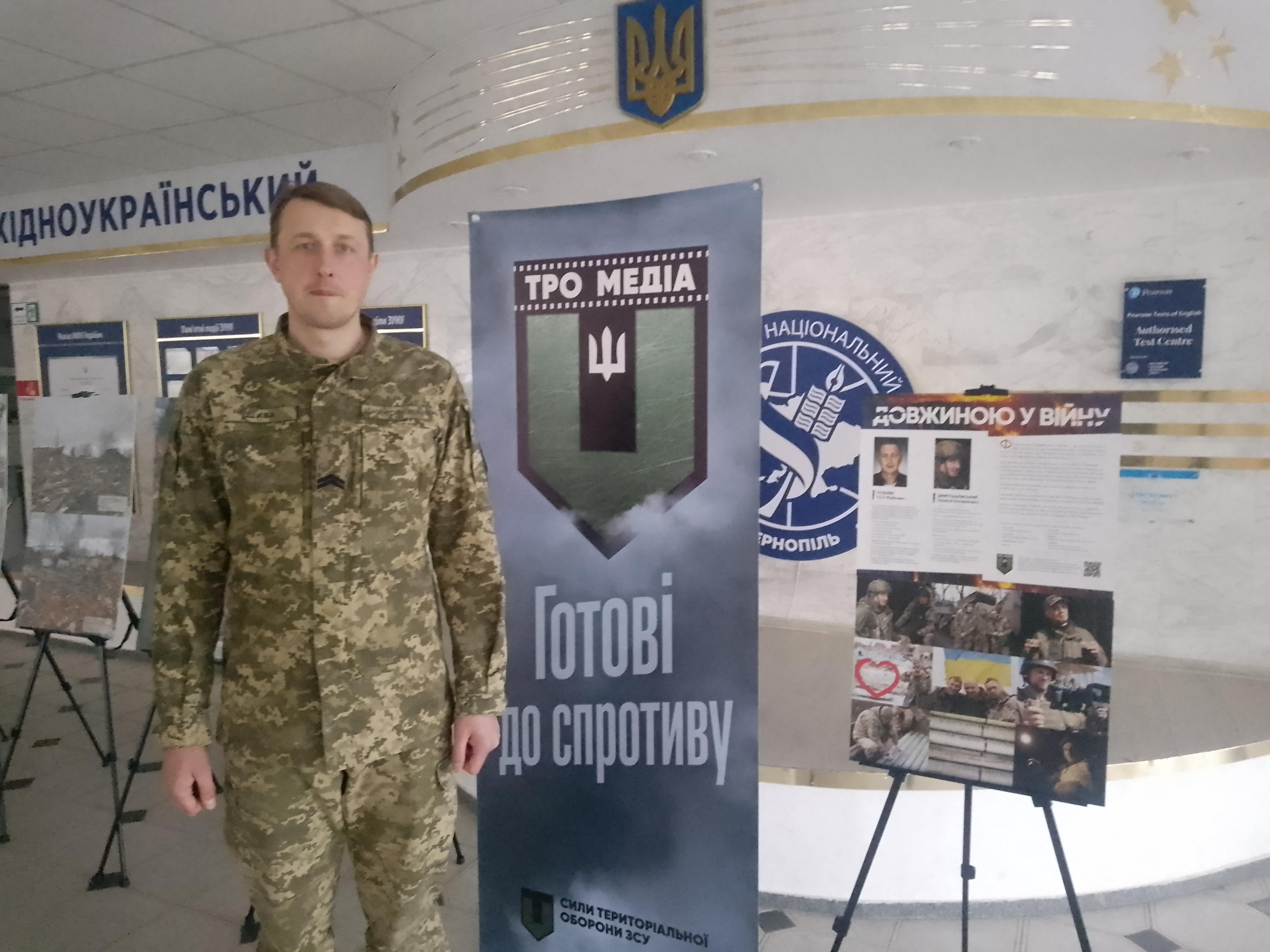
Олег Пальчик на відкритті виставки «Довжиною у війну» в Тернополі

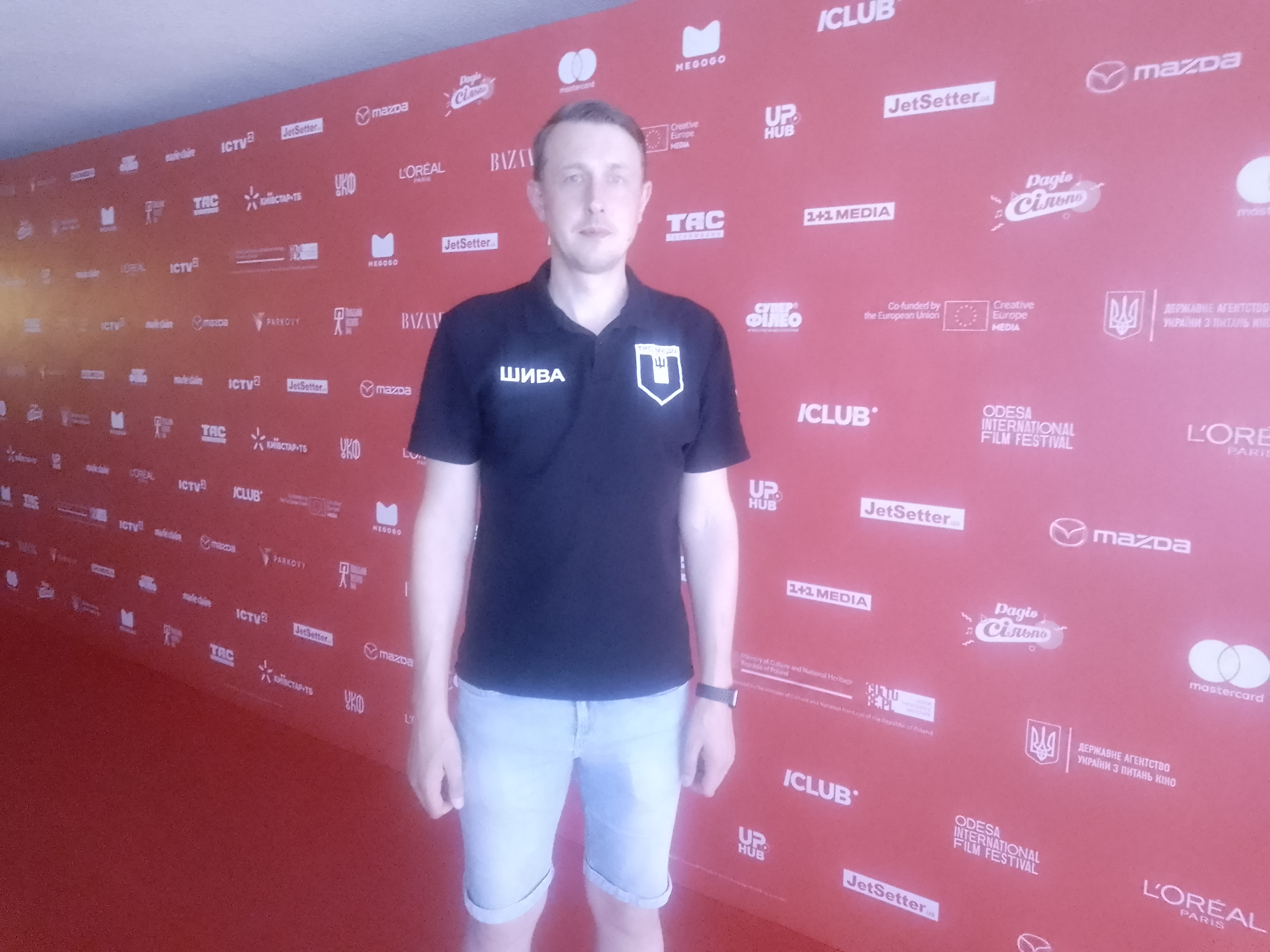
Олег Пальчик на 15-му Одеському міжнародному кінофестивалі

Олег Юрійович Пальчик (нар. 1 травня 1982) — український фотограф, журналіст, військовослужбовець, молодший сержант Сил ТрО Збройних сил України, учасник російсько-української війни. Член Національної спілки журналістів України (2010), UAPP (2024).

## Життєпис
Народився 1 травня 1982 року.
Закінчив факультет економіки та підприємництва Національного аерокосмічного університету імені М. Є. Жуковського «Харківський авіаційний інститут»(2006).
2006 року розпочав професійно займатися документальною, рекламною і творчою фотографією. Працював репортажним фотографом Харківської міської ради, фотографом та дизайнером постпродакшну «PositivePictures» (2016—2018). Висвітлював підготовку та проведення Чемпіонату Європи з футболу 2012 (2011—2012, м. Харків).
Нині — у команді «ТРО Медіа» Служби зв'язків з громадськістю Сил ТрО Збройних сил України.
Роботи публікувалися в CNN Business, The New York Times, BBC News, Business Insider; використані в фотоальбомах «Euro Holidays in Kharkov» та «Kharkov sources» (2013, м. Харків).
У березні  2024 року колективну фотовиставку світлин «Довжиною у війну» в рамках проєкту «Дні кіно від ТрО» переглянули в Чернівцях, Івано-Франківську та Тернополі.

## Виставки

### Персональні
- «Дивись музику» (2010)[10],
- «Блукаючі біороботи» (2011)[10],
- «Сорок плям» (2011)[10],
- «Impressions of Franconia» (2012)[1],
- «Кожен із нас — воїн» (2022, м. Київ, Контрактова площа; спільно з Українським інститутом національної пам'яті)[1][11].

### Колективні
- «OstAnders Music Edition» (2012, Німеччина)[10],
- «KyivPhotoWeek» (2017, Україна)[10],
- «Обличчя війни» (2022, Україна)[10],
- «Довжиною в війну» (2023, Україна, Франція, Німеччина, Польща, Італія, Іспанія, Нідерланди, Латвія, Литва, Естонія)[10][12].

## Нагороди
- золото в номінації «Портрет» на конкурсі «British Institute of Professional Photography National Awards 2018» (спільно з Майклом Ворлі, Лондон)[1][10];
- медаль «Хрест доблесті» Міністерства оборони України[1];
- медаль Командувача ОСУВ «Таврія» «За службу державі»[1];
- нагрудний знак «Щит Сил Територіальної Оборони ЗСУ»[1];
- грамота Міністерства оборони України «За краще висвітлення військової тематики у творах літератури та мистецтва»[1].
- нагрудний знак «За сумлінну службу» (2025)[13].